# رایوانی
رایوانی (انگلیسی: Rayvanny؛ زادهٔ ۲۲ اوت ۱۹۹۳) موسیقی‌دان، خواننده-ترانه‌پرداز و هنرمند رقص اهل تانزانیا است. وی از سال ۲۰۱۱ میلادی تاکنون مشغول فعالیت بوده‌است. وی بنیانگذار و رئیس شرکت موسیقی «نکست لِـوِل میوزیک» است.
رایوانی نخستین بازیگر تانزانیایی/آفریقایی است که در صحنه ام‌تی‌وی/ئی‌ام‌ای برنامه اجرا نمود، اولین هنرمند تانزانیایی با ۱۰۰ میلیون پخش در «بوم‌پلی» و تنها هنرمند تانزانیایی است که تاکنون «جایزه بی‌ئی‌تی» را برده‌است.